# فرودگاه ملی رونالد ریگان واشینگتن

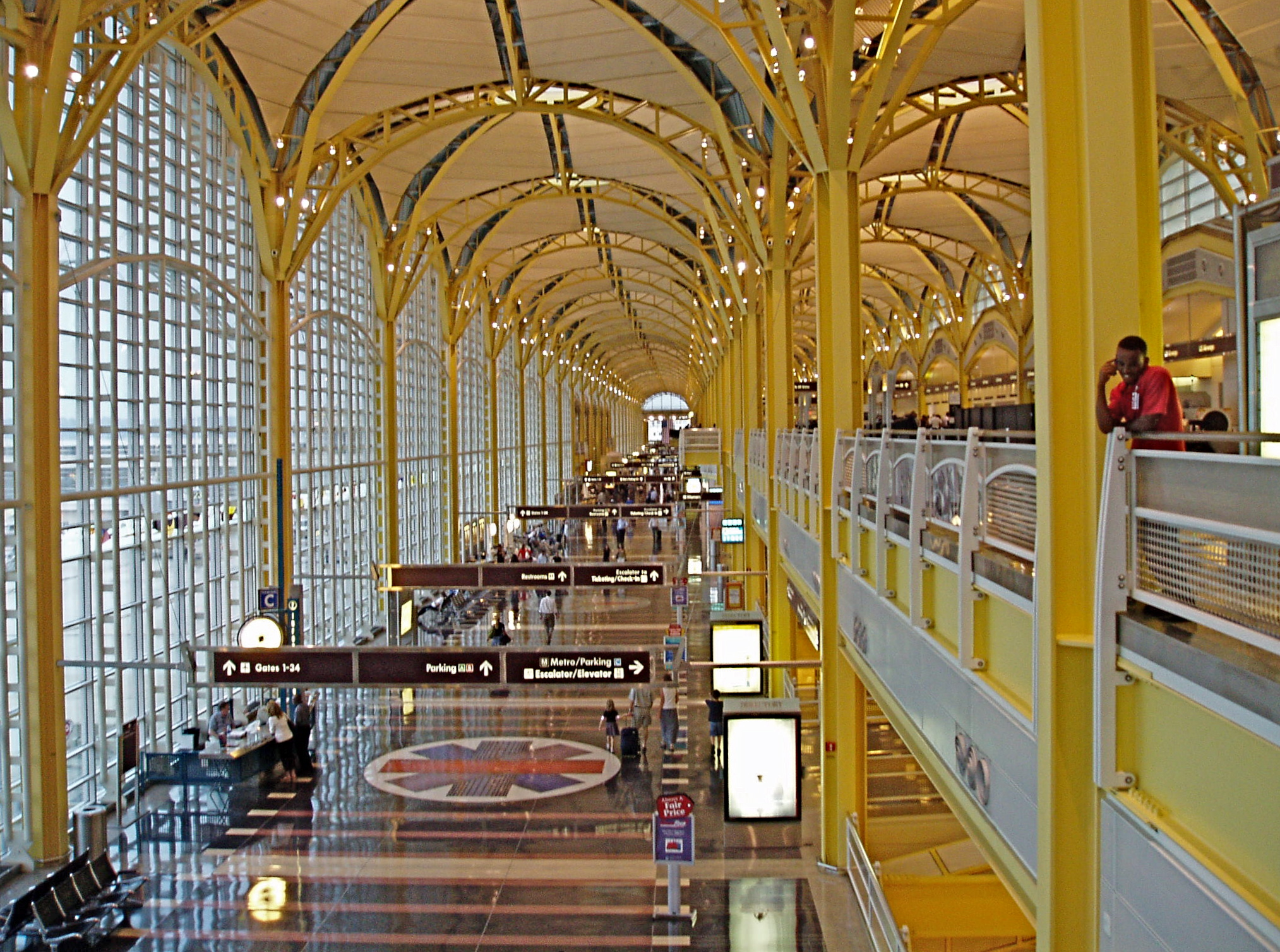
نمایی از سالن اصلی فرودگاه بین ترمینال‌های B و C

فرودگاه ملی رونالد ریگان واشینگتن (به انگلیسی: Ronald Reagan Washington National Airport) فرودگاهی در ایالت ویرجینیا واقع در ۵ کیلومتری شرق مرکز شهر واشینگتن دی.سی. است. کُد یاتای این فرودگاه DCA است.
بیشتر پروازهای این فرودگاه پروازهای داخلی از شهرهایی است که با فرودگاه بیشتر از ۱۲۵۰ کیلومتر فاصله ندارند. شرکت هواپیمایی یو اس ایرویز بیشترین تعداد پروازها را در این فرودگاه انجام می‌دهد.
از مزایای این فرودگاه قرار داشتن آن در مسیر خط‌های زرد و آبی متروی واشینگتن است.

## شرکت‌های هواپیمایی و مقصدهای پروازی
| شرکت‌های هواپیمایی                  | مقصدهای پروازی | Refs   |
| ---------------------------------- | --- | ------ |
| Air Canada Express                 | مونترآل-پییر الیوت ترودو، مک‌دونالد-کارتیر اتاوا، پیرسون تورنتو | [ ۱ ]  |
| آلاسکا ایرلاینز                    | لس‌آنجلس، پورتلند، سیاتل-تاکوما | [ ۲ ]  |
| آلاسکا ایرلاینز اجرا توسط اسکای‌وست | دالاس لاو (آغاز از ۱۸ فوریه ۲۰۱۸) | [ ۲ ]  |
| امریکن ایرلاینز                    | شارلوت داگلاس، اوهر شیکاگو، دالاس-فورت ورث، بردلی، مک‌کاران، لس‌آنجلس، میامی، لوئیز آرمسترانگ نیو اورلنان، جان اف کندی، اورلاندو، فیلادلفیا، فینکس اسکای هاربر، تی.اف. گرین، تمپا فصلی: ال.اف. وید، متروپولیتن شهرستان وین دیترویت، فورت لادردیل–هالیوود، ساوثوست فلوریدا، کانزاس‌سیتی، لیندن پیندلینگ، پیتسبورگ، جت بین‌المللی پورتلند، لامبرت-ست لوی، پام بیچ | [ ۴ ]  |
| امریکن ایگل                        | اکران، آلبانی، هارتسفیلد-جکسون آتلانتا، بنگر، برمینگهم-شاتلسورث، بوفالو نیاگارا، برلینگتون، چارلستون، ایگر، شارلوت داگلاس، چتنوگا مترپالیتن، سینسیناتی/کنتاکی شمالی، کلیولند هاپکینز، شهرستان کلمبیا، پورت کلمبوس، دیتون، متروپولیتن شهرستان وین دیترویت، دی موین، آیووا، منطقه‌ای نورث‌وست، فورت لادردیل–هالیوود، ساوثوست فلوریدا، جرالد فورد، پیدمونت تراید، گرنویل-اسپارتانبورگ، بردلی، هانتسویل، ایندیاناپلیس، جکسن-اورز، جکسنویل، کانزاس‌سیتی، کی وست، مک‌گی تایسن، کپیتل ریجن، لوئیویل، منطقه‌ای منچستر-بستون، ممفیس، مینیاپولیس−سنت پل، نشویل، لوئیز آرمسترانگ نیو اورلنان، جان اف کندی، نورفک، پنساکولا، فیلادلفیا، پیتسبورگ، جت بین‌المللی پورتلند، تی.اف. گرین، رالی-دورهام، گریتر راچستر، ساراستابردنتن، سوننه/هیلتن حعیا، لامبرت-ست لوی، سیراکیوز هنکاک، پیرسون تورنتو، پام بیچ، شهرستان وستچستر فصلی: منطقه‌ای آگوستا، منطقه‌ای نورث‌وست، مارتاز وینیرد، نانتاکت مموریال، لیندن پیندلینگ، تمپا، ویلمینگتون | [ ۴ ]  |
| American Airlines Shuttle          | لوگان، لاگواردیا | [ ۴ ]  |
| دلتا ایرلاینز                      | هارتسفیلد-جکسون آتلانتا، متروپولیتن شهرستان وین دیترویت، لس‌آنجلس، مینیاپولیس−سنت پل، سالت‌لیک‌سیتی فصلی: سینسیناتی/کنتاکی شمالی, جان اف کندی | [ ۷ ]  |
| دلتا کانکشن                        | سینسیناتی/کنتاکی شمالی، بلوگرس، منطقه‌ای شهرستانی دین، جان اف کندی، صحرایی اپلی، رالی-دورهام فصلی: متروپولیتن شهرستان وین دیترویت، میامی، مینیاپولیس−سنت پل، اورلاندو | [ ۷ ]  |
| Delta Shuttle                      | لاگواردیا | [ ۷ ]  |
| فرانتیر ایرلاینز                   | دنور | [ ۸ ]  |
| جت‌بلو                              | لوگان، چارلستون، فورت لادردیل–هالیوود، ساوثوست فلوریدا، بردلی، جکسنویل، لیندن پیندلینگ، اورلاندو، لوئیز مونز مارین، تمپا، پام بیچ فصلی: نانتاکت مموریال | [ ۹ ]  |
| ساوت‌وست ایرلاینز                   | هارتسفیلد-جکسون آتلانتا، آستین، میدوی شیکاگو، پورت کلمبوس، دالاس لاو، فورت لادردیل–هالیوود، ویلیام پی. هابی، ایندیاناپلیس (پایان در ۴ نوامبر ۲۰۱۷), کانزاس‌سیتی، ژنرال میچل، نشویل، لوئیز آرمسترانگ نیو اورلنان، صحرایی اپلی، اورلاندو، تی.اف. گرین، لامبرت-ست لوی، تمپا فصلی: ساوثوست فلوریدا | [ ۱۰ ] |
| Sun Country Airlines               | مینیاپولیس−سنت پل | [ ۱۱ ] |
| یونایتد ایرلاینز                   | اوهر شیکاگو، دنور، جرج بوش، لیبرتی نیوآرک، سانفرانسیسکو | [ ۱۲ ] |
| یونایتد اکسپرس                     | اوهر شیکاگو، کلیولند هاپکینز، جرج بوش، لیبرتی نیوآرک | [ ۱۲ ] |
| ویرجین آمریکا                      | دالاس لاو (پایان در ۱۱ مارس ۲۰۱۸), سانفرانسیسکو | [ ۱۳ ] |